# 2013年保和地震
2013年保和地震發生於2013年10月15日（星期二）太平洋標準時間（PST）上午8時12分，震央位於菲律賓中維薩亞斯區保和省（當地華語譯名是武運省），菲律賓地震及火山研究所錄得是次地震面波震級為Ms7.2，震源深度為12公里，距離馬尼拉以東約629公里。位於棉蘭老島的達沃市最先感到強烈震動。
根據國家災害風險減少和管理委員會（NDRRMC）的官方報告，在地震中有222人死亡、8人失蹤及976人受傷。是次地震為菲律賓23年來最多人死亡的地震，本次地震釋出的能量相等於32次美國在二次大戰時日本廣島投下的原子彈。保和省對上一次最具破壞力地震發生於1990年2月8日，不少建築物被地震所產生的海嘯破壞。

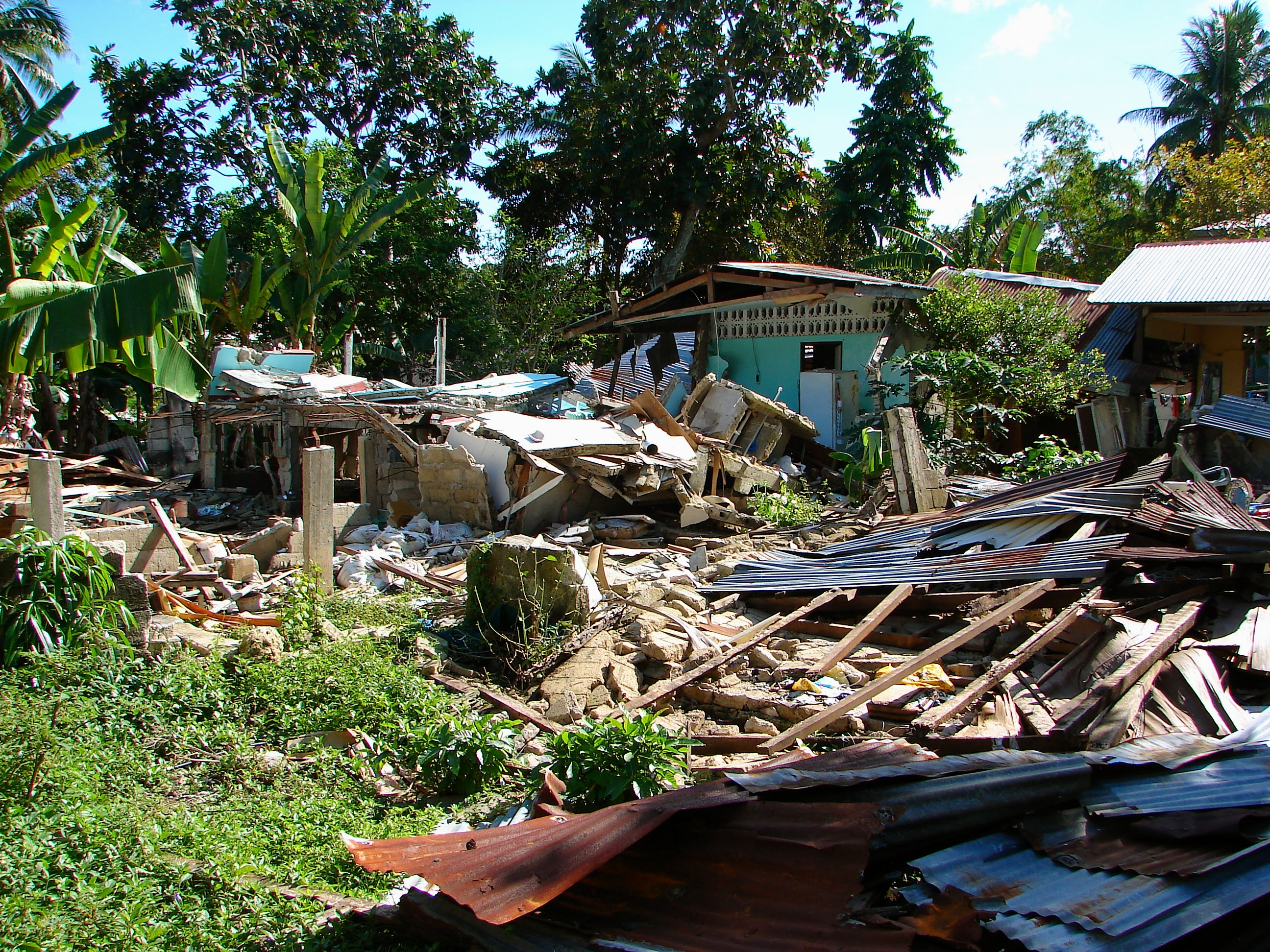
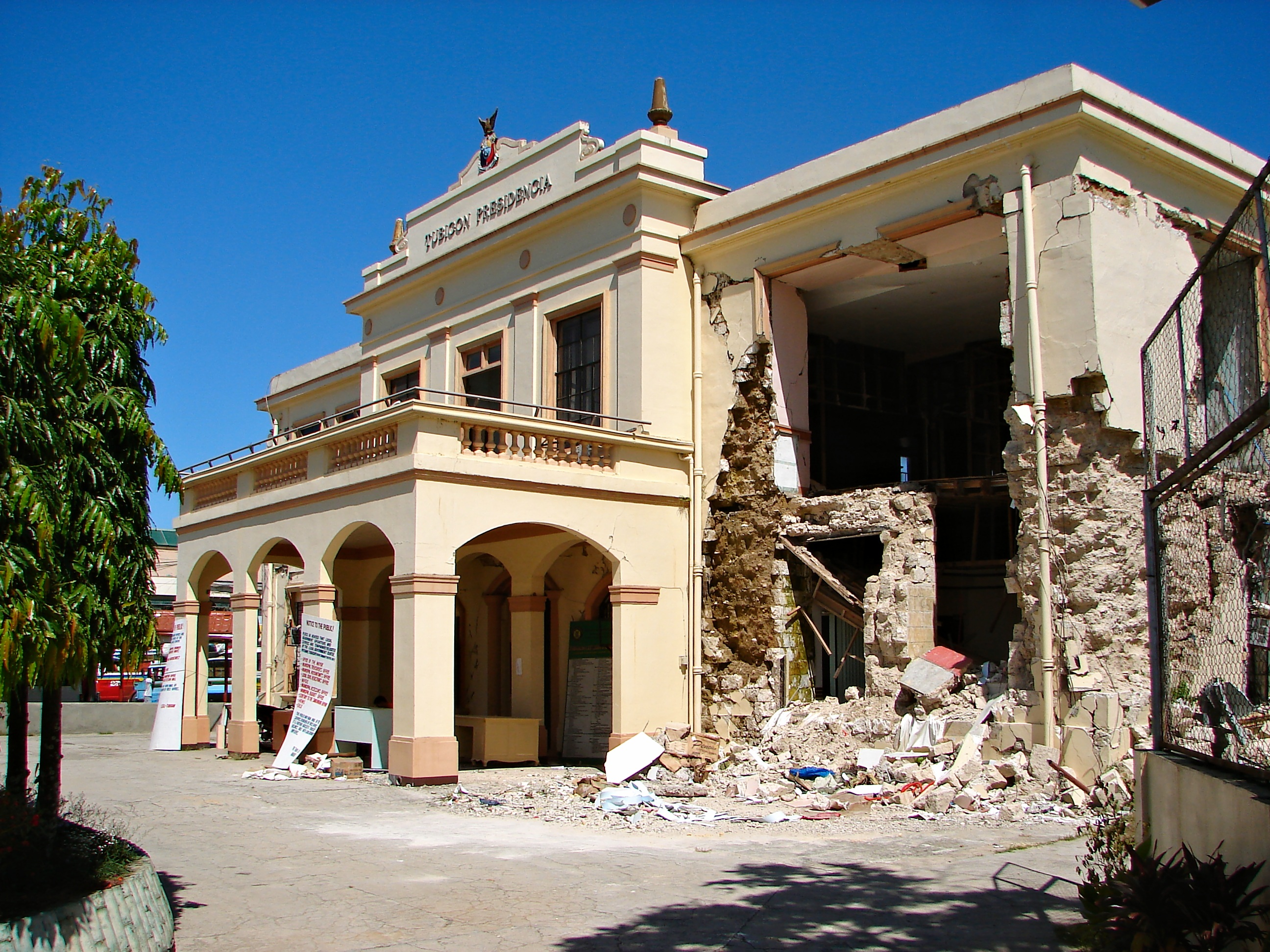
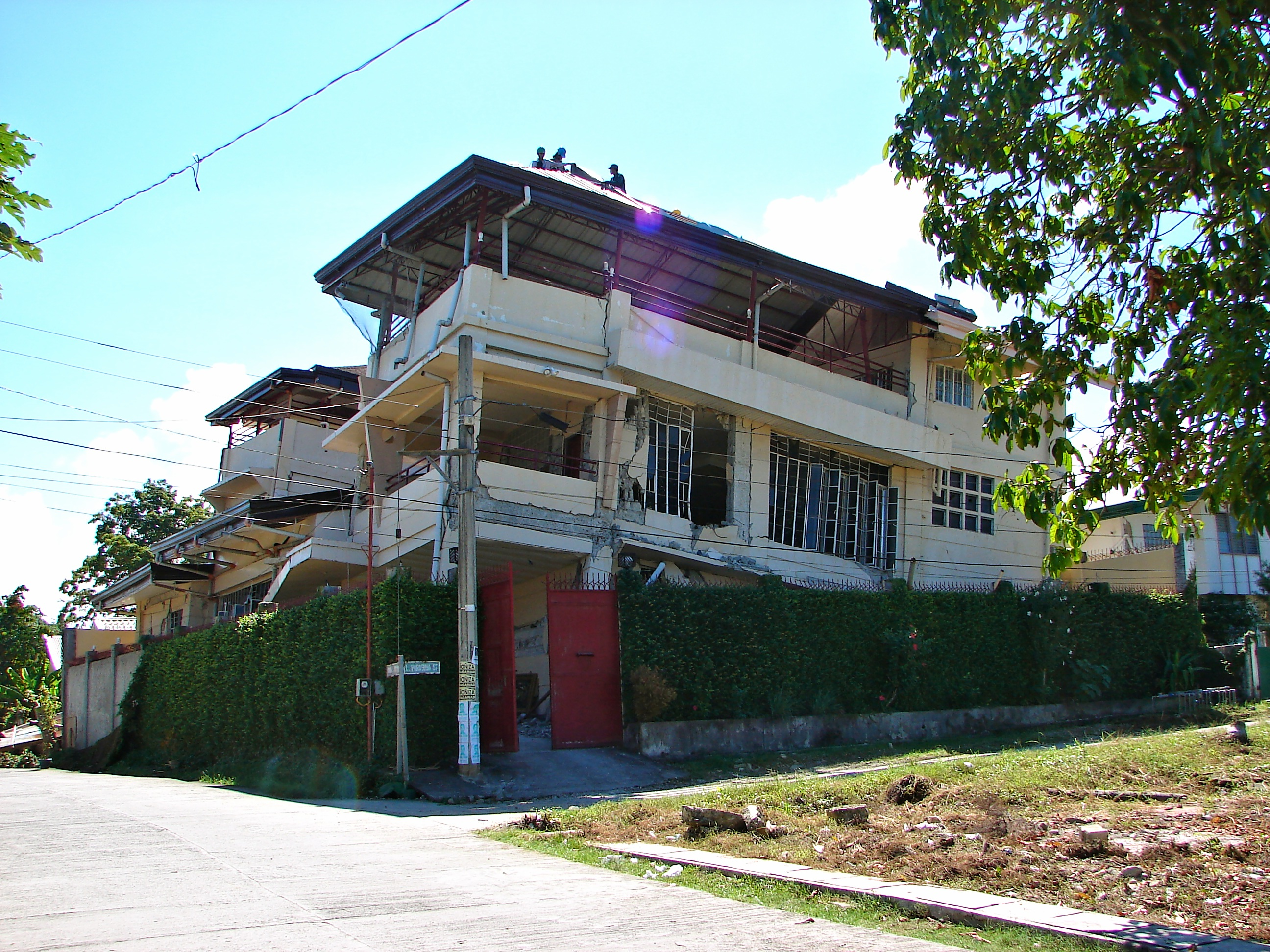
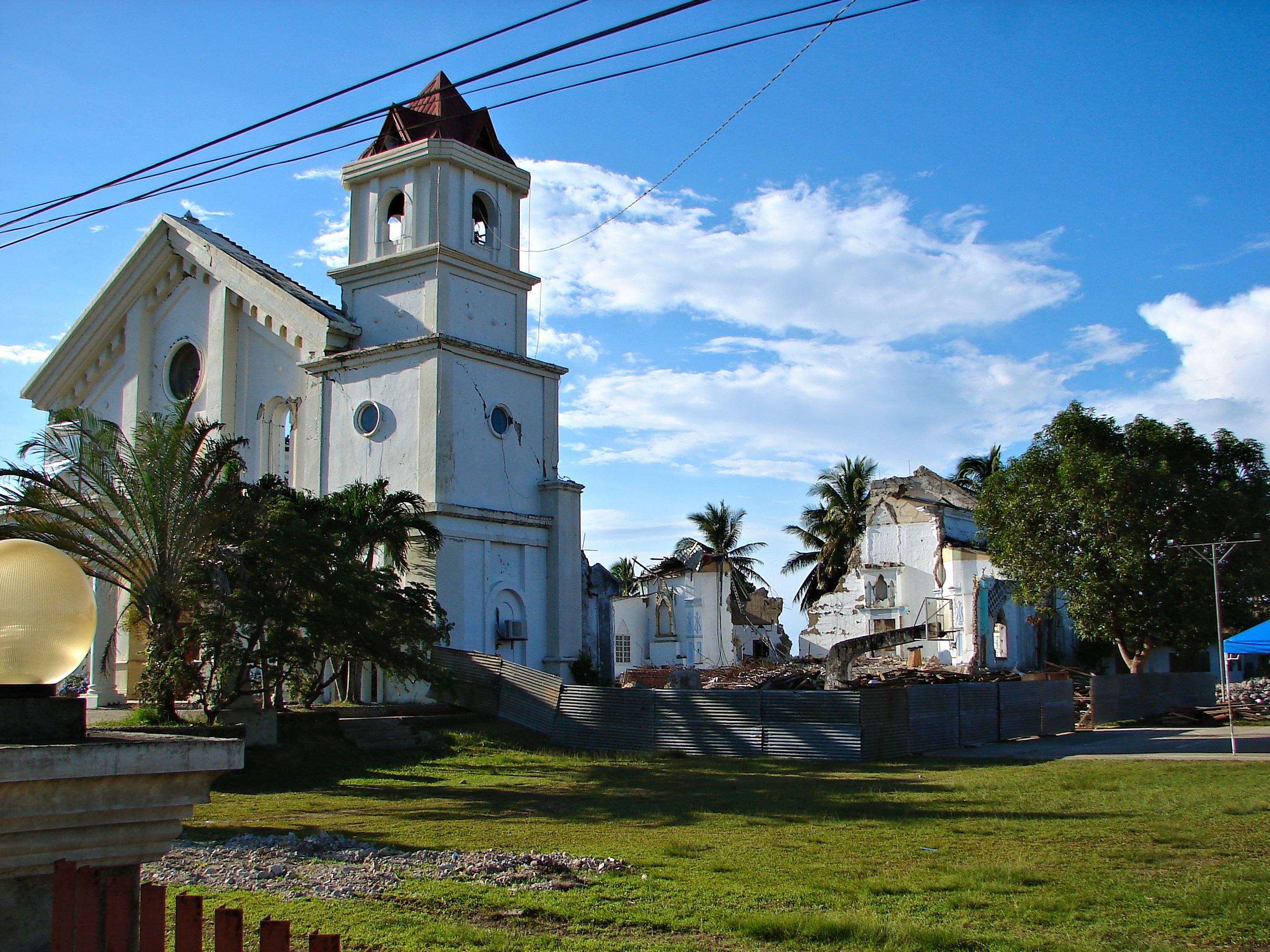